# Zélée Rocks
Die Zélée Rocks sind eine Gruppe aus vier niedrigen und teilweise vom Meer überspülten Klippen vor der Nordspitze der Antarktischen Halbinsel. Sie liegen 27 km nördlich des Prime Head.
Teilnehmer der Dritten Französischen Antarktisexpedition (1837–1840) unter der Leitung des Polarforschers Jules Dumont d’Urville entdeckten und benannten sie. Namensgeber ist ihr Expeditionsschiff Zélée.